# Gert Reinholm

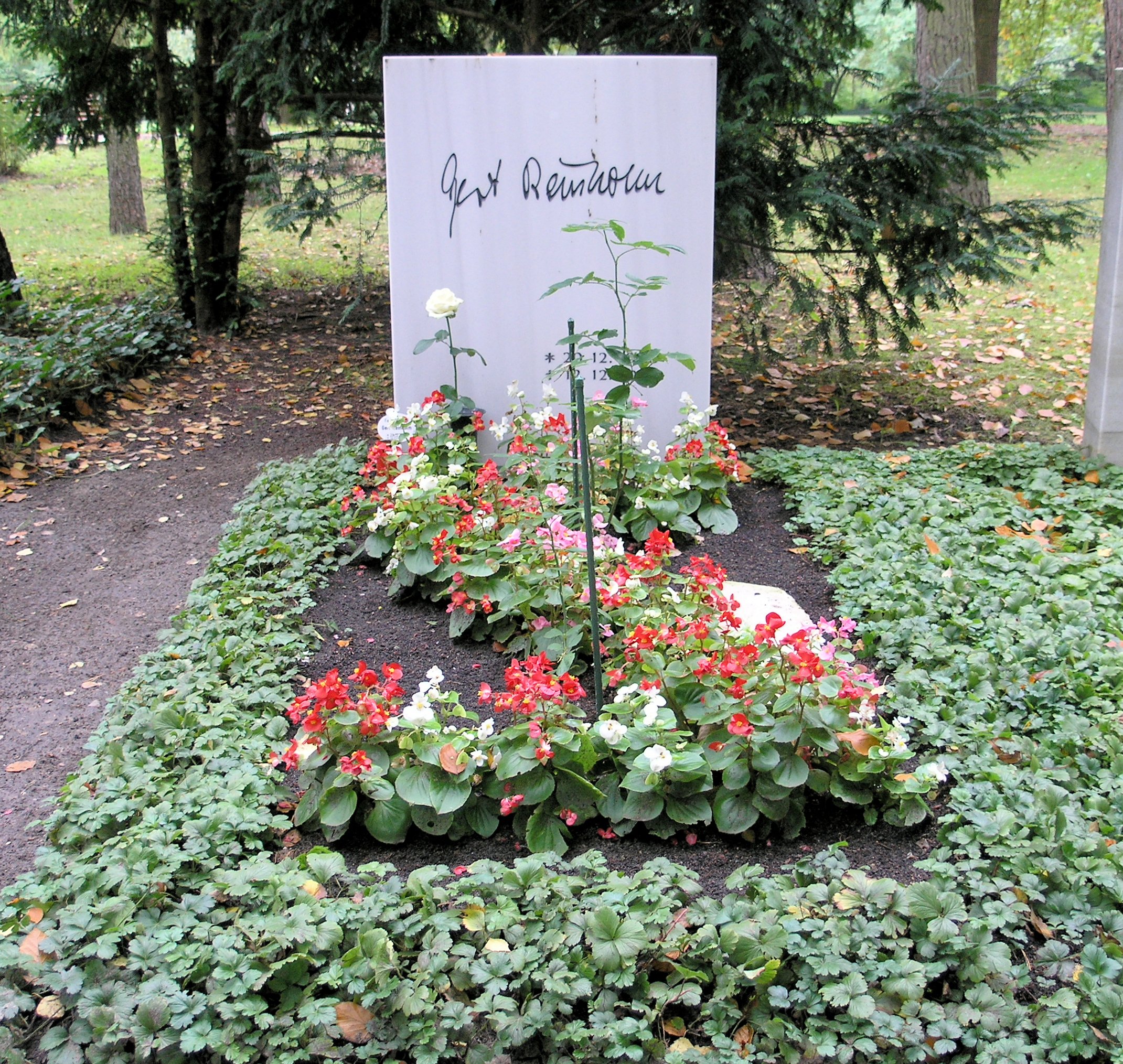
Grabstätte, Potsdamer Chaussee 75, in Berlin-Nikolassee

Gert Reinholm (* 20. Dezember 1923 in Chemnitz; † 13. Dezember 2005 in Berlin) war ein deutscher Tänzer, Pädagoge und Ballettdirektor.

## Leben
Zusammen mit Tatjana Gsovsky hat Reinholm das Ballett der Berliner Nachkriegsjahre nachhaltig geprägt. Er startete seine Karriere im Osten Berlins als Balletteleve an der Staatsoper „Unter den Linden“ und entwickelte mit seinen Partnerinnen Gisela Deege und Natascha Trofimowa die bekannten Choreographien der Gsovsky. Am Teatro Colón in Buenos Aires spielte er ab 1951, kehrte jedoch 1953 an die Städtische Oper in Charlottenburg zurück. 1955 gründete er mit Tatjana Gsovsky das Berliner Ballett und wurde Solotänzer an der Deutschen Oper Berlin. Von 1972 bis 1990 war Reinholm dort Ballettdirektor.
Reinholm wurde auf dem Waldfriedhof Zehlendorf in Berlin-Nikolassee beigesetzt.

## Auszeichnungen
- 1957: Deutscher Kritikerpreis für den Bereich Tanz
- 1962: Berliner Kunstpreis
- 1987: Bundesverdienstkreuz am Bande

## Filmografie
- 1955: Dornröschen